# Михеев, Михаил Николаевич
Михаи́л Никола́евич Михе́ев (15 [28] октября 1905, Зуевка, Вятская губерния — 27 августа 1989, Свердловск) — советский физик, специалист в области физики металлов.

## Биография
Родился 15 (28 октября) 1905 года на станции Зуевка (ныне Кировская область). Выпускник ЛГУ (1930). Работал в ЛФТИ (1928—1932), Уральском физико-технологическом институте (впоследствии Институт физики металлов Уральского научного центра АН СССР) (1932—1969, директор). Депутат Свердловского областного Совета (1963—1971).
Умер 27 августа 1989 года в Свердловске. Похоронен на Широкореченском кладбище.

### Семья
- Первая жена — Спринк Мария Августовна (? — 14.09.1936), вырастили дочь.
- Вторая жена — Жукова Полина Никифоровна (15.10.1909 — 8.8.1960).

## Научная деятельность
Специалист в области магнетизма, свойств ферромагнитных материалов, магнитного структурного анализа, магнитной дефектоскопии и др.

## Публикации
Автор более 200 научных публикаций, из них монографий и 11 авторских свидетельств, в том числе:
- Михеев М. Н., Горкунов Э. С. Магнитные методы структурного анализа и неразрушающего контроля. — М.: Наука, 1993. — 249 с. — ISBN 5-02-001622-5.

## Награды и премии
- Сталинская премия третьей степени (1951) — за разработку и внедрение в промышленность нового метода контроля качества стальных изделий